# Чайчук, Всеволод Александрович
Всеволод Александрович Чайчук (19 марта 1924, Новоград-Волынский, Волынская губерния, Украинская ССР — ?) — советский футболист, нападающий.
Во время Великой Отечественной войны в августе 1942 года был призван из Орска. Награждён медалями «За боевые заслуги» и «За победу над Германией в Великой Отечественной войне 1941—1945 гг.».
Выступал за армейские команды Киева (1947—1948), Москвы (1949—1952) и Тбилиси (1953—1955). За ЦДКА/ЦДСА в чемпионате СССР провёл 52 матча, забил 6 голов. Чемпион СССР в 1950 и 1951 годах.